# Amblyscarta binotata
Amblyscarta binotata är en insektsart som beskrevs av Young 1977. Amblyscarta binotata ingår i släktet Amblyscarta och familjen dvärgstritar. Inga underarter finns listade i Catalogue of Life.